# بن رابرتس
بن رابرتس (انگلیسی: Ben Roberts؛ زاده ۲۳ مارس ۱۹۱۶ درگذشته ۱۲ مهٔ ۱۹۸۴) یک تهیه‌کننده و فیلم‌نامه‌نویس سینما و تلویزیون اهل ایالات متحده آمریکا بود.

## گزیده نقش‌آفرینی‌ها
- یاغی‌ها
- فرشتگان چارلی (مجموعه تلویزیونی)
- اوج التهاب